# Chris Vrenna
 (janvier 2025).
Si vous disposez d'ouvrages ou d'articles de référence ou si vous connaissez des sites web de qualité traitant du thème abordé ici, merci de compléter l'article en donnant les références utiles à sa vérifiabilité et en les liant à la section « Notes et références ».
Chris Vrenna (né le 23 février 1967 à Érié, en Pennsylvanie, aux États-Unis) est un batteur, compositeur et producteur américain. Il a notamment joué avec Nine Inch Nails et Marilyn Manson, ainsi que le groupe de Stabbing Westward en 1992.

## Biographie
Chris Vrenna a été le batteur de Marilyn Manson durant la tournée Against All Gods en 2004 en remplacement de Ginger Fish, blessé lors d'une soirée à Comet. Il officie un temps chez Marilyn Manson. Il joue des claviers et percussions pour la tournée Rape of the World (suivant l'album Eat Me, Drink Me), reprenant ainsi le poste de Madonna Wayne Gacy. Il a participé à l'enregistrement de l'album de Marilyn Manson The High End Of Low , en tant que producteur et co-compositeur, qui est sorti en mai 2009 ainsi que de l'album Born Villain (en tant  que coproducteur et co-compositeur) sorti en 2012.
En 2011, il annonce son départ du groupe pour se consacrer à ses projets parallèles, il sera remplacé par Jason Sutter à la batterie alors que le poste de clavier sera supprimé du groupe. En 2020, il produit un remix pour le groupe de Rock Industriel français PORN. 
Chris Vrenna est aussi à la base de nombreuses musiques destinées aux jeux vidéo, dont Doom 3 (en collaboration avec Clint Walsh), Quake 4, Enter the Matrix, Sonic the Hedgehog, Area 51, American McGee's Alice ou encore Need for Speed Most Wanted. En 2004, il a participé à l'élaboration de la bande son de Tabula Rasa, un MMORPG. Il a aussi aidé à la composition du thème de la série animée Xiaolin Showdown.